# Грязьові ванни

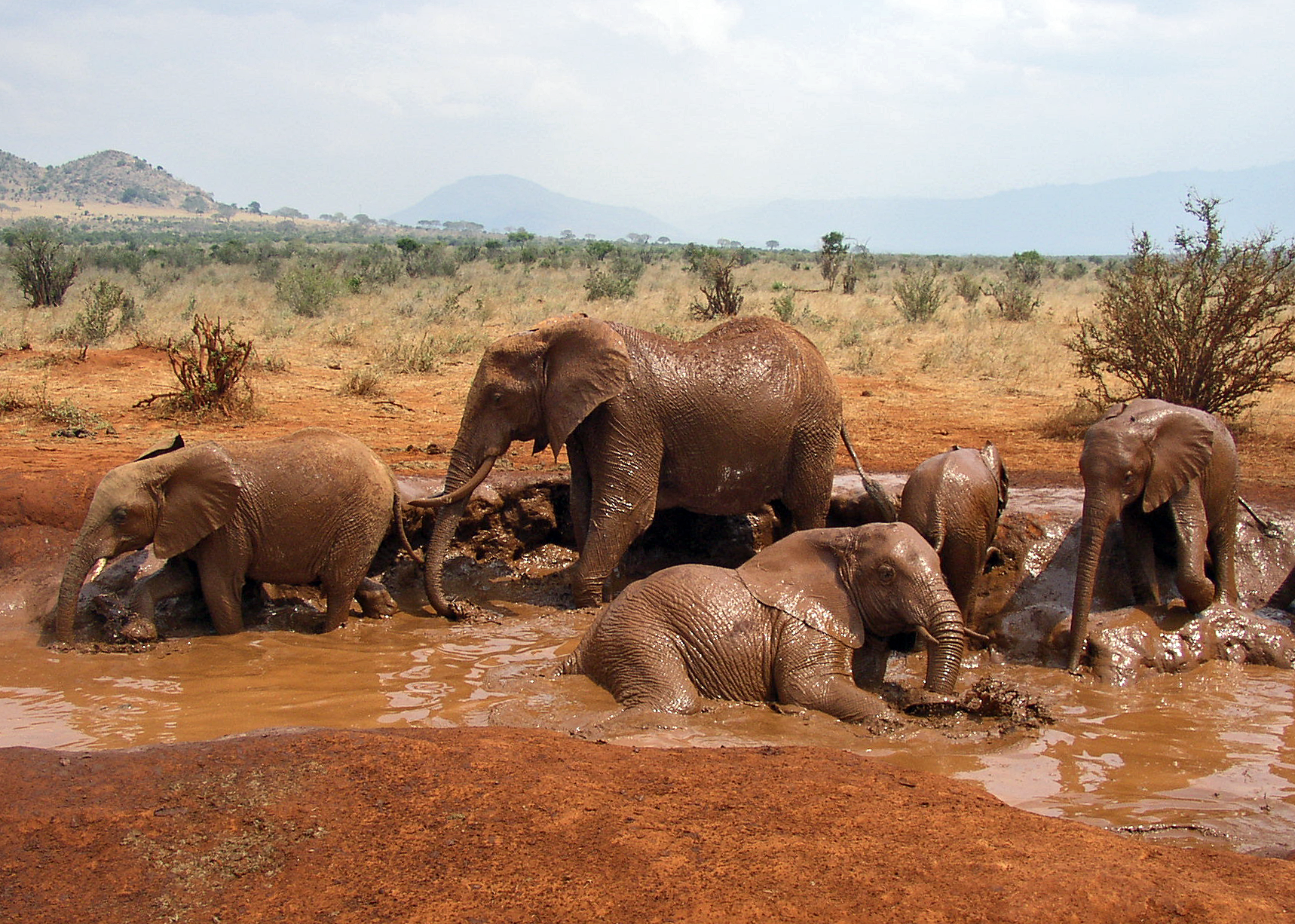
Африканські слони приймають грязьову ванну у висихаючому озері в Східному національному парку, Кенія.

Грязьова ванна — це ванна з грязюкою, зазвичай з районів, де гаряча джерельна вода може поєднуватися з вулканічним попелом. Грязьові ванни існують тисячі років, і зараз їх можна зустріти в курортах високого класу в багатьох країнах світу.
Грязьове озеро — озеро, донні відкладення якого частково або повністю представлені сульфідними муловими, сапропелевими або глинистими відкладеннями.